# Saša Božić
Saša Božić (Vinkovci, 17. veljače 1979.) je hrvatski kazališni redatelj i dramaturg. 
Diplomirao je kazališnu režiju i radiofoniju na Akademiji dramske umjetnosti u Zagrebu. Već za vrijeme studije kao dramaturg počinje surađivati s brojnim priznatim koreografima u polju suvremenog plesa kao što su Isabele Schaad (Njemačka), Simone Aughterloney (Njemačka), Francesca Scavette (Norveška), Martine Pisani (Francuska) i Dalija Aćin (Srbija). Potpisuje dramaturgiju za nagrađivane predstave poput Ogoljeno (Zagrebački plesni ansambl, koreografija: Snježana Abramović Milković), a koja je 2008. godine dobila prestižnu Nagradu hrvatskog glumišta u kategoriji najbolje plesne predstave, Nos Vamos a ver (Kazalište Novi život, koreografija: Ksenija Zec), Isto (Zagrebački plesni ansambl, nagrađena Nagradom hrvatskog glumišta za najbolju koreografiju Kseniji Zec). Za zajednički projekt s beogradskom umjetnicom Dalijom Aćin Handle with a great care nagrađen je prvom nagradom Jardin d' Europe, jednog od najprestižnijeg europskog plesnog festivala Impulstanza u Beču 2008.
Njegovi projekti predstavljeni su na Eurokazu, BITEF-u, Transeuropa festivalu; a surađuje s europskim kazališnim kućama poput Hebbel am Ufer (Njemačka), Kaaitheatre (Belgija), Pact Zollverein (Švicarska), Gessnerale (Švicarska), The National Dance Centre (Finska), Beogradsko dramsko pozorište (Srbija). S Barbarom Matijević vodi nezavisnu kazališnu skupinu de facto.
Vrlo uspješno surađuje sa Ksenijom Zec na brojnim kazališnim predstavama. Surađuju s Kazalištem Trešnja na predstavama kao što su: Šeherezada, Tijelo, Vis Životinje, te u Gradskom kazalištu lutaka Split na predstavama Glazbatorij...
Kao kazališni redatelj zapažena je njegove postavka drame Ranka Marinkovića Glorija u Teatru &TD s Natašom Dangubić u naslovnoj ulozi i predstava Nosferatu u produkciji skupine de facto, dance_lab collective i Teatra &TD.
Godine 2012. prvi put surađuje s prestižnim Dubrovačkim ljetnim igrama gdje postavlja autorski rad Skup: igre, koji se bavio sjećanjima gledatelja na kultnu predstavu Skup u režiji Koste Spaića, praizvedenu na Igrama 1958. godine, a koja se igrala 14 sezona. 
U 2013. godini režira Noru Henrika Ibsena u Hrvatskom narodnom kazalištu u Zagrebu s Darijom Lorenzi u naslovnoj ulozi te Rebro Elvisa Bosnjaka na Splitskom ljetu.
2014. godine započinje njegova suradnja sa ZKM-om u kojem je režirao predstave Spremni, (Pret)posljednja panda ili statika, "Folk acts" i brojne druge. 
2016. godine postavlja Flaubertovu Gospođu Bovary u autorskoj obradi Ivane Sajko u Dramskom kazalištu Gavella, s Jelenom Miholjević u naslovnoj ulozi.
2017. godine imenovan je pomoćnikom intendantice Dubrovačkih ljetnih igara Dore Ruždjak Podolski.

## Ostalo
- "Svakodnevno" kao gost emisije (2014.)